# Untergras

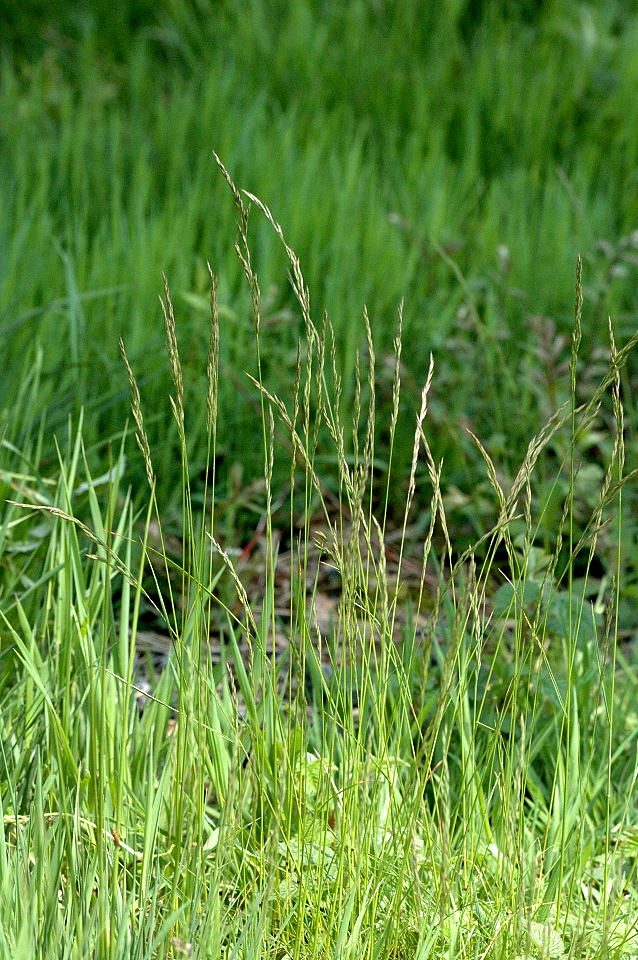
Das Untergras Rotschwingel

Bei Untergräsern handelt es sich neben den Mittel- und Obergräsern um eine Unterteilung der Gräser. Die Entwicklung und Verbreitung der Untergräser wird durch Beweidung unterstützt, oft sind diese auf Dauerweiden zu finden. Dabei bilden die eher niedrigeren, halmarmen und feinblättrigen Pflanzen eine einheitlichere Narbe durch Rhizome und Wurzelausläufer sowie viele Wurzelblätter aus. Auf Wirtschaftsgrünland kann das Wachstum durch Phosphor- und Kaliumeintrag aus Gülle gefördert werden.

## Artenauswahl
Wiesenrispe, Welsches Weidelgras, Rotschwingel, Aufrechte Trespe, Deutsches Weidelgras, Quecken, Weißes Straußgras und Kammgras gehören zu den Untergräsern.